# Kardinia Park
El Kardinia Park (por razones de patrocinio llamado Simonds Stadium), es un estadio ubicado en la ciudad de Geelong, estado de Victoria, Australia. Es utilizado principalmente para la práctica del cricket y el fútbol de reglas australianas, y en ocasiones para el fútbol y rugby. Inaugurado en 1941, el estadio fue sometido a remodelaciones entre 2014 y 2015, con las cuales se amplió la capacidad del recinto de 27 000 a 34 000 asientos. Es el estadio del club de fútbol australiano Geelong Cats, que juega en la Australian Football League.
El 4 de octubre de 2011, el Geelong Cats anunció que el grupo constructor Simonds había firmado un contrato de patrocinio por el cual se hacía con los derechos de nombre del estadio por un período de diez años.